# Il mago di Oz (film 1914)
Il mago di Oz è un film muto del 1914, diretto da J. Farrell MacDonald, ispirato ai libri di L. Frank Baum reimpostato però con alcune modifiche strutturali differenti dal romanzo.
I titoli originali del film sono andati persi e sono stati sostituiti con quelli realizzati negli anni sessanta da Dick Martin (artista di Chicago che illustrò molti dei Libri di Oz), i quali contengono alcuni errori di cui il più grossolano rimane certamente l'errata attribuzione della regia allo stesso Baum.